# Aston Martin Valhalla
La Aston Martin Valhalla, chiamata anche con il nome in codice di AM-RB 003 (acronimo di Aston Martin e Red Bull), è un'autovettura sportiva ad alimentazione ibrida realizzata dalla casa automobilistica inglese Aston Martin in collaborazione con la scuderia di F1 Red Bull Racing, a partire dal 2023.

## Nome

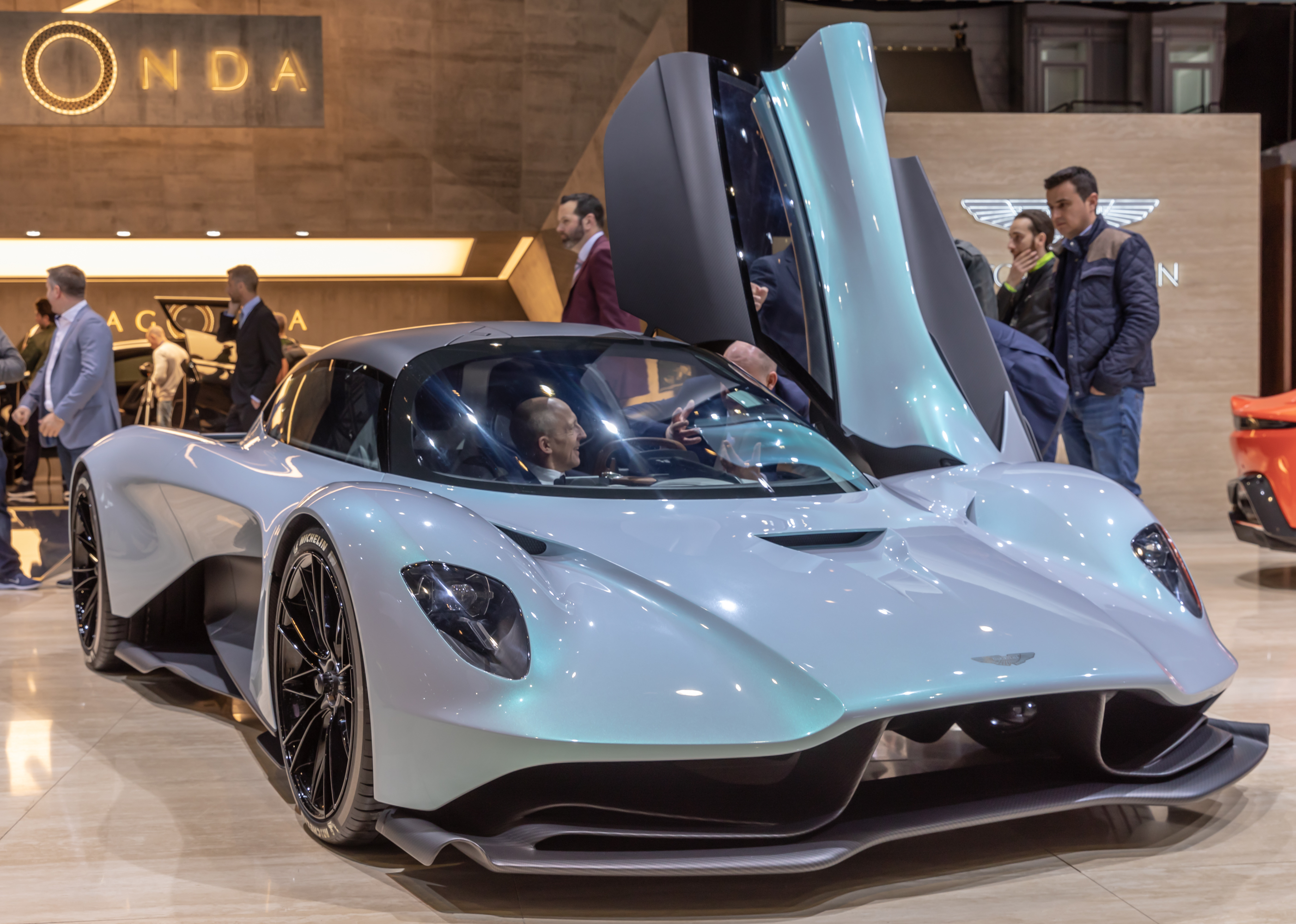
AM-RB 003 presentata a Ginevra

Il nome Valhalla si rifà alla omonima figura mitologica norrena. Il nome è stato scelto per continuare la tradizione della Aston Martin di chiamare le sue vetture con parole che hanno come lettera iniziale la "V".

## Storia e contesto
La vettura, presentato in anteprima a marzo 2019 al Salone di Ginevra con il nome in codice di AM-RB 003, è una berlinetta sportiva a motore centrale che si va a posizionare nel listino della casa inglese sotto la più potente ed estrema Valkyrie ed è il secondo modello frutto della collaborazione con la Red Bull Racing e Adrian Newey.

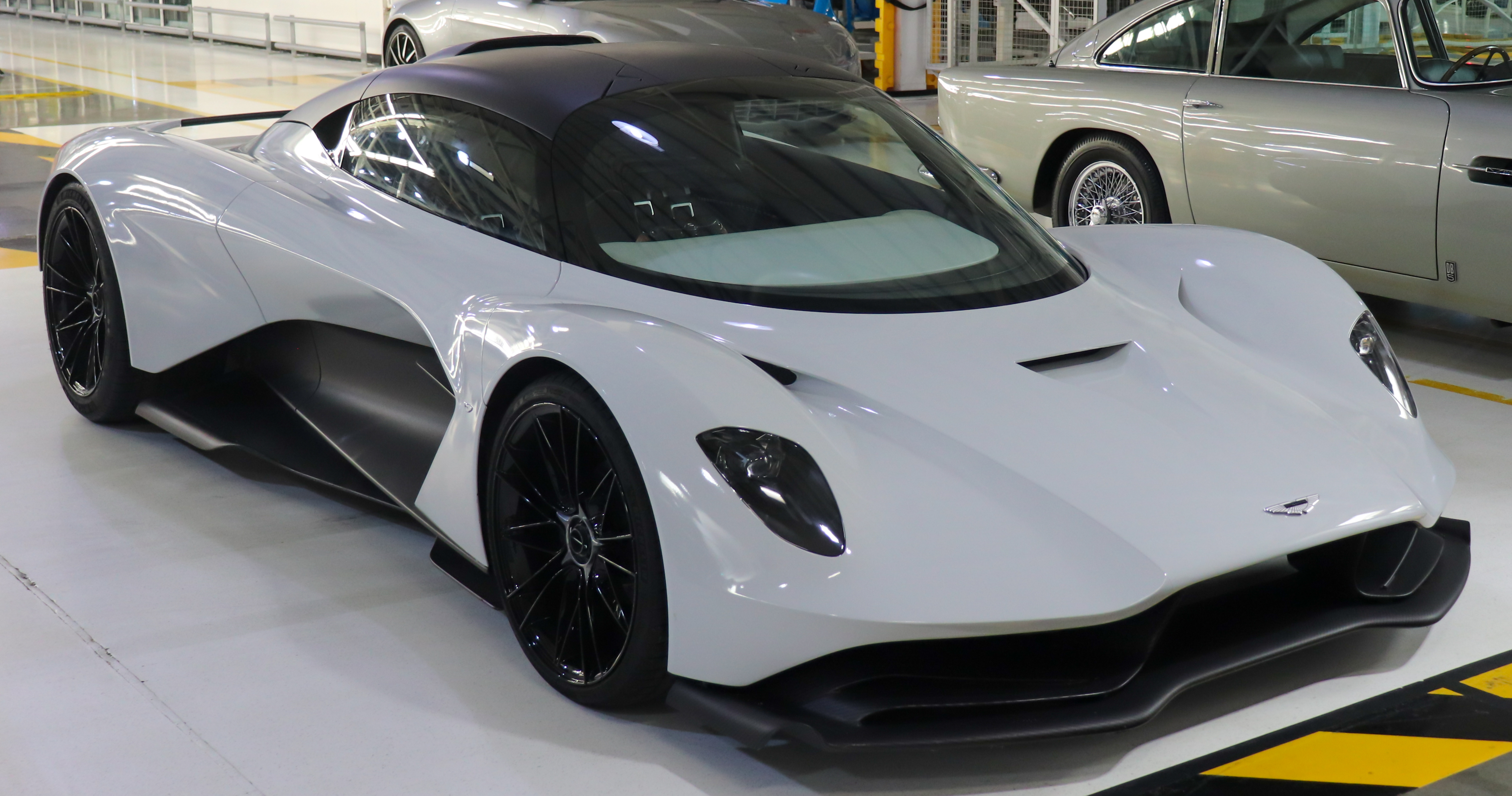
AM-RB 003

Tre mesi più tardi la stessa Aston Martin ha annunciato che il veicolo sarebbe stato commercializzato con il nome Valhalla. La vettura nella sua veste finale per la produzione in serie è stata presentata a metà luglio 2021, per poi debuttare ufficialmente al pubblico ad agosto alla Monterey Car Week.

## Descrizione e tecnica

### AM-RB 003

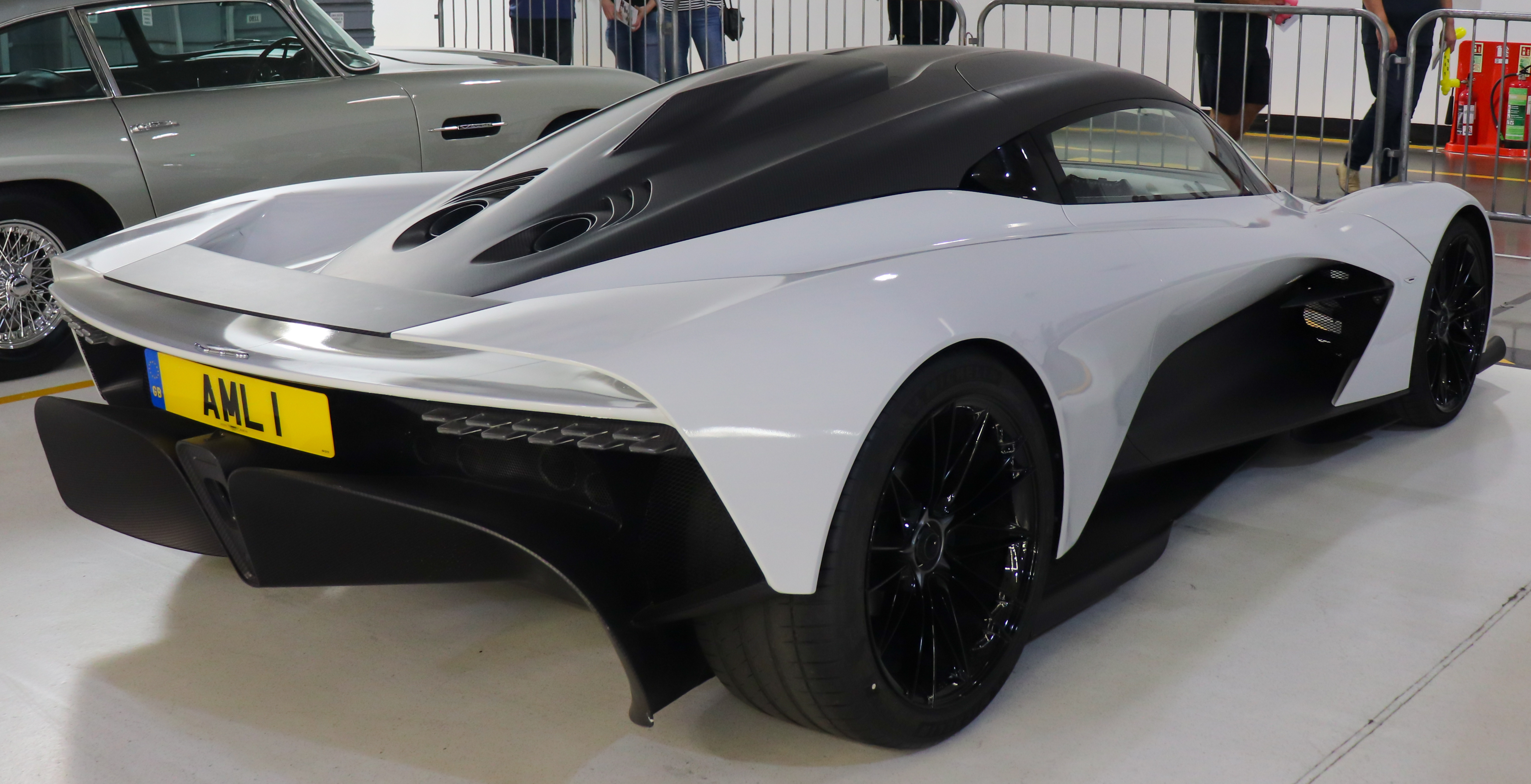
Retro AM-RB 003

Il design della  car AM-RB 003 si caratterizzava per la presenza di un'ala posteriore chiamata FlexFoil, che è integrata nella carrozzeria e non genera resistenza o turbolenza aerodinamica, costituita da un materiale flessibile che con l'aumentare della velocità si deforma per effetto dell'aumento della pressione dell'aria, incrementandone al contempo in maniera proporzionale il carico aerodinamico generato senza cambiarne l'angolo di attacco o l'inclinazione. L'auto condivide il volante rettangolare ispirato alle competizioni derivato dalla Valkyrie e presenta particolari levette del cambio a forma di ala montate sul piantone dello sterzo. Inoltre per accedere all'abitacolo sono presenti portiera ad ali di farfalla.
La piattaforma è derivata dal telaio monoscocca in fibra di carbonio della Valkyrie, con i pannelli della carrozzeria che sono prodotti con il medesimo materiale. Il telaio viene prodotto dalla Aston Martin mentre i pannelli della carrozzeria saranno dalla Red Bull Racing.
Inizialmente, la vettura avrebbe dovuto utilizzare un motore V6 biturbo da 3,0 litri rispetto al motore V12 della Valkyrie, ma da quest'ultima avrebbe condiviso il sistema KERS ed erogare una potenza complessiva di circa 735 kW (986 CV). Inoltre il propulsore doveva essere progettato e sviluppato internamente dalla Aston Martin.

### Valhalla

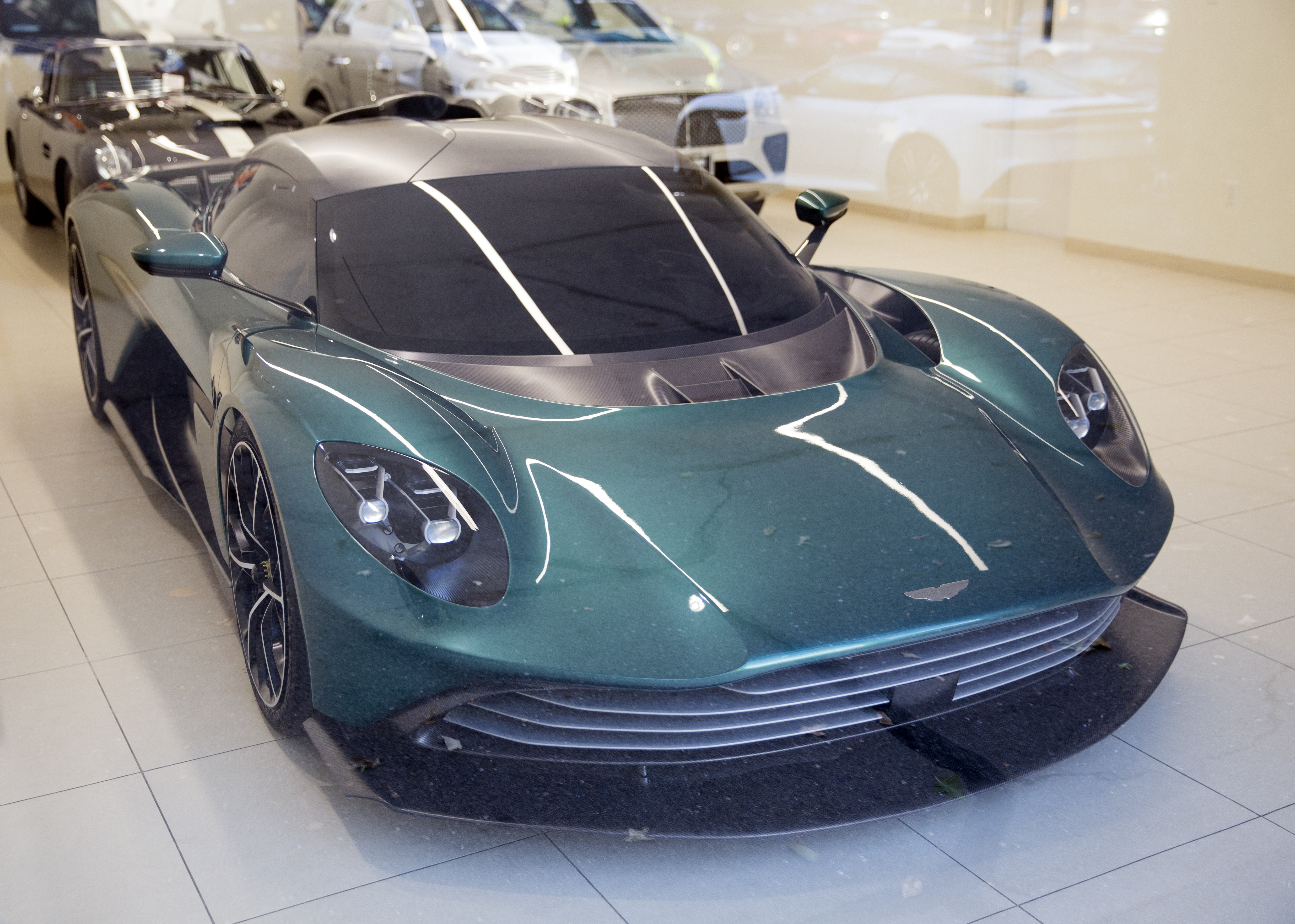
Valhalla

Nel luglio 2021, con il debutto della versione definitiva per la produzione in serie della Valhalla, la casa inglese ha dichiarato che la vettura rispetto al concept iniziale ha subito una profonda riprogettazione, incluso il passaggio dal motore V6 prodotto internamente ad un'unità di derivazione Mercedes, nello specifico un V8 biturbo Mercedes-AMG M178 LS2 da 4.0 litri in combinazione con 3 motori elettrici, due posti all’anteriore e uno posto tra il cambio e il motore termico. Il nuovo gruppo moto-propulsore sviluppa un totale di 1.079 cavalli e 1.079 Nm di coppia.